# Eugenio Cabezas
Eugenio Cabezas (Manilla, 1855 - Cavite City, 12 september 1896) was een Filipijns klokmaker en een van de dertien martelaren van Cavite.  

## Biografie
Eugenio Cabeza werd geboren in 1855 in de wijk Santa Cruz in de Filipijnse hoofdstad Manilla. Van zijn vader leerde hij het beroep van klokmaker. Op uitnodiging van een oom, die goudsmid was, kwam Cabezas in Cavite terecht. Hij werkte er aan Calle Real, het tegenwoordige Trece Martires Street als goudsmid en klokmaker. In 1892 werd een klok van Cabezas gemaakt van bamboe onderscheiden met een prijs tijdens een regionale tentoonstelling in Cavite. 
Cabezas was lid van de ondergrondse revolutionaire beweging Katipunan en zorgde er onder meer voor dat Severino Lapidario mee zou gaan doen aan hun activiteiten. Cabezas behoorde binnen de Katipunan tot de groep die niet al direct op 31 augustus 1896 de wapens wilden gaan oppakken, vanwege het gebrek aan wapens.
Op 4 september 1896 werd hij samen met enkele andere prominente inwoners van Cavite beschuldigd van betrokkenheid bij de Filipijnse Revolutie. Hij werd op 12 september als een van de dertien martelaren van Cavite geëxecuteerd op het Plaza de Armas in Fort San Felipe. Cabezas was getrouwd met Luisa Antonio en kreeg met haar zeven kinderen. Zijn overblijfselen liggen in het monument dat ter nagedachtenis aan de 13 martelaren werd opgericht.